# 서변대교
서변대교(西邊大橋)는 대구광역시 북구 침산동과 서변동을 잇는 길이 878m의 다리이다. 대구 금호강을 횡단하는 9번째 다리로 건설 당시 대구에서 가장 긴 다리였다. 1991년 3월에 착공하여 1993년 11월 말에 완공하였다. 그러나 개통한지 2개월 만에 노면이 불량해지고 시멘트 난간 부식, 배수가 되지 않는 등 부실공사 논란에 휩싸인 적이 있다.
이 다리는 1993년 11월 26일부터 자동차 전용도로로 지정되어 있어, 보행자, 자전거 등은 통행할 수 없다. 이륜자동차(모터사이클 혹은 오토바이)는 긴급자동차(싸이카 및 소방용 모터사이클 등)에 한해 통행이 가능하며, 그 밖의 이륜자동차는 통행할 수 없다.

## 역사
- 1991년 3월 : 착공
- 1993년 11월 26일 : 완공 및 자동차 전용도로로 지정
- 1997년 4월 29일 : 대구광역시도 제12호선으로 지정[3]

## 야경
서변대교는 대구광역시의 다리 중 야경 조명이 설치된 첫 번째 다리로, 2011년 세계 육상 선수권 대회에 대비하여 대구광역시에서 추진한 교량 야간경관 조명 사업에 의해 2007년부터 추진하여 약 11억원을 투입해 2008년 4월부터 점등에 들어갔다.

## 같이 보기
- 서변남로 (대구광역시도 제12호선)